# 北格镇
北格镇，是中华人民共和国山西省太原市小店区下辖的一个乡镇级行政单位。

## 行政区划
北格镇下辖以下地区：
辛村、郜村、张花村、张花营村、南格村、北格村、西北格村、小北格村、东蒲村、西蒲村、南蒲村、侯家寨村、同过村、三贤村、代家堡村、南代家堡村、流涧村和梁家庄村。